# Acrostira euphorbiae
Acrostira euphorbiae is een rechtvleugelig insect uit de familie Pamphagidae. De wetenschappelijke naam van deze soort is voor het eerst geldig gepubliceerd in 1992 door Garcia-Becerra & Oromí.